# Clematis manipurensis
Clematis manipurensis là một loài thực vật có hoa trong họ Mao lương. Loài này được (Brühl) W.T.Wang mô tả khoa học đầu tiên năm 2000.